# Hong Un-jong
Hong Un-Jong (Hamgyong Norte, 9 de março de 1989) é uma ginasta norte-coreana que compete em provas de ginástica artística.

## Biografia
Hong foi uma das duas ginastas que representou a Coreia do Norte nos Jogos Olímpicos de 2008 em Pequim e conquistou a medalha de ouro na prova do salto. Ela foi a última a saltar e só ao final definiu-se o pódio: ouro para a norte-coreana, prata para a uzbeque naturalizada alemã, Chusovitina e bronze para Cheng Fei.
Em sua primeira grande competição de 2009, fez parte da equipe norte coreana que conquistou a medalha de bronze na Universíada de Verão, realizada em Belgrado, Sérvia. Nas finais por aparelhos, foi à do salto, na qual superou novamente a chinesa Cheng Fei e conquistou a medalha de ouro. Em outubro, representou a Coreia do Norte no Mundial de Londres, disputando à final do salto. Favorita, duas penalidades e uma queda a fizeram totalizar 14,262, suficiente para a quinta posição, em prova conquistada pela norte-americana Kayla Williams.
Ela é irmã da também ginasta Hong Su-Jong.